# Land Title Building
El Land Title Building and Annex es un antiguo rascacielos histórico ubicado en 1400 Chestnut Street en Filadelfia, Pensilvania (Estados Unidos). Fue construido para la compañía de seguros de títulos más antigua del mundo, Land Title Bank and Trust Company. El complejo de dos edificios, unidos en el primer piso, se construyó en dos fases. La anterior, la norteña de las dos torres del edificio, erigida en 1898 de 15 pisos, fue diseñada por el arquitecto Daniel Burnham, con sede en Chicago, quien fue uno de los pioneros en el desarrollo de edificios altos. La torre sur de 22 pisos y 331 pies, agregada en 1902, también fue diseñada por Burnham en colaboración con el arquitecto de Filadelfia Horace Trumbauer; fue construido en el sitio del antiguo hotel Lafayette. Fue incluido en el Registro Nacional de Lugares Históricos en 1978.